# Valea Anilor, Mehedinți
Valea Anilor este un sat în comuna Corlățel din județul Mehedinți, Oltenia, România.